# Batillo (efebo)
Batillo (in greco antico: Βάθυλλος?, Báthullos; in latino Bathyllus; circa 540 a.C.) era un giovane efebo di Samo, di cui Policrate, tiranno di quest'isola, fu innamorato.
Anche Anacreonte ebbe per esso una colpevole passione che egli consacrò ne' suoi versi.
Policrate avrebbe fatto innalzare dinanzi ad un'ara una statua a Batillo, in attitudine di un uomo che canta e suona la lira.
Bathyllus si trova nelle opere di Orazio, che lo descrive come amante di Anacreonte.